# UK Jive
UK Jive is een album van de Britse rockband The Kinks uit 1989.
Het album had dé comeback van The Kinks moeten worden maar wordt vaak gezien als een van de zwakste albums van de groep.

## Tracks
1. "Aggravation"
2. "How Do I Get Close"
3. "UK Jive"
4. "Now and Then"
5. "What Are We Doing"
6. "Entertainment" #
7. "War Is Over"
8. "Down All the Days (Till 1992)"
9. "Loony Balloon"
10. "Dear Margaret"

Opnamen: juni 1981 (aangeduid met #), alle overige december 1988 t/m april 1989.
Mick Avory · Dave Davies · Ray Davies

John Dalton · Gordon Edwards · Ian Gibbons · John Gosling · Bob Henrit · Andy Pyle · Pete Quaife · Jim Rodford